# Heteromeryx dispar
Heteromeryx dispar és una espècie extinta de mamífer artiodàctil de la família dels protoceràtids que visqué a Nord-amèrica durant l'Eocè, fa entre 37 i 37,2 milions d'anys. Se n'han trobat restes fòssils als Estats Units (Dakota del Sud, Nebraska i Texas). Es tracta de l'única espècie classificada actualment en el gènere Heteromeryx. Era si fa no fa igual de gros que Pseudoprotoceras. El crani a partir del qual fou descrit mancava de banyes, però com que no és clar si pertanyia a un mascle o una femella, no se sap si la falta de banyes era una condició general de l'espècie o exclusivament de les femelles. El nom genèric Heteromeryx significa ‘remugant diferent’, mentre que el nom específic dispar té el mateix significat en llatí que en català.